# Passarola

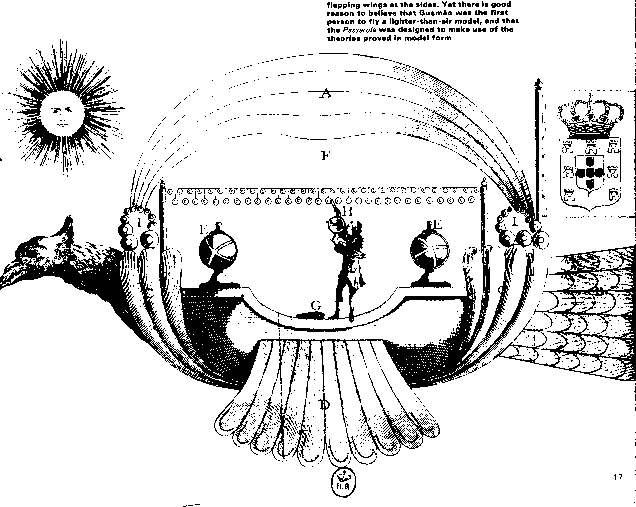
Iconografia del 1784 intitolata passarola.

Passarola o gondola volante è un aerostato costruito all'incirca tra il 1709 e il 1720, la cui invenzione è attribuita a Bartolomeu de Gusmão, padre e scienziato portoghese, nato nel Vice-Regno del Brasile.
Anche se non c'è nessuna prova concreta della sua costruzione, l'invenzione ha guadagnato notorietà quando un'iconografia del suo aspetto fece una prima apparizione nel 1784, falsamente datata 1774 dalla stampa europea.
L'immagine, secondo le relazioni dell'epoca, fu creata insieme al conte di Penaguião, figlio del marchese Fontes e Abrantes al fine di scoraggiare i curiosi che assediavano il padre dopo questa fama delle sue dimostrazioni dei palloni aerostatici in miniatura nel 1709. L'immagine riemerse più volte sulla stampa di fine Settecento, e generalmente fu riutilizzata per ridicolizzare e screditare il padre della invenzione degli aerostati a causa della controversia tra Bartolomeu de Gusmão e i fratelli Montgolfier, che costruiranno di fatto il primo Pallone in scala reale con equipaggio nel 1783.

## Storia

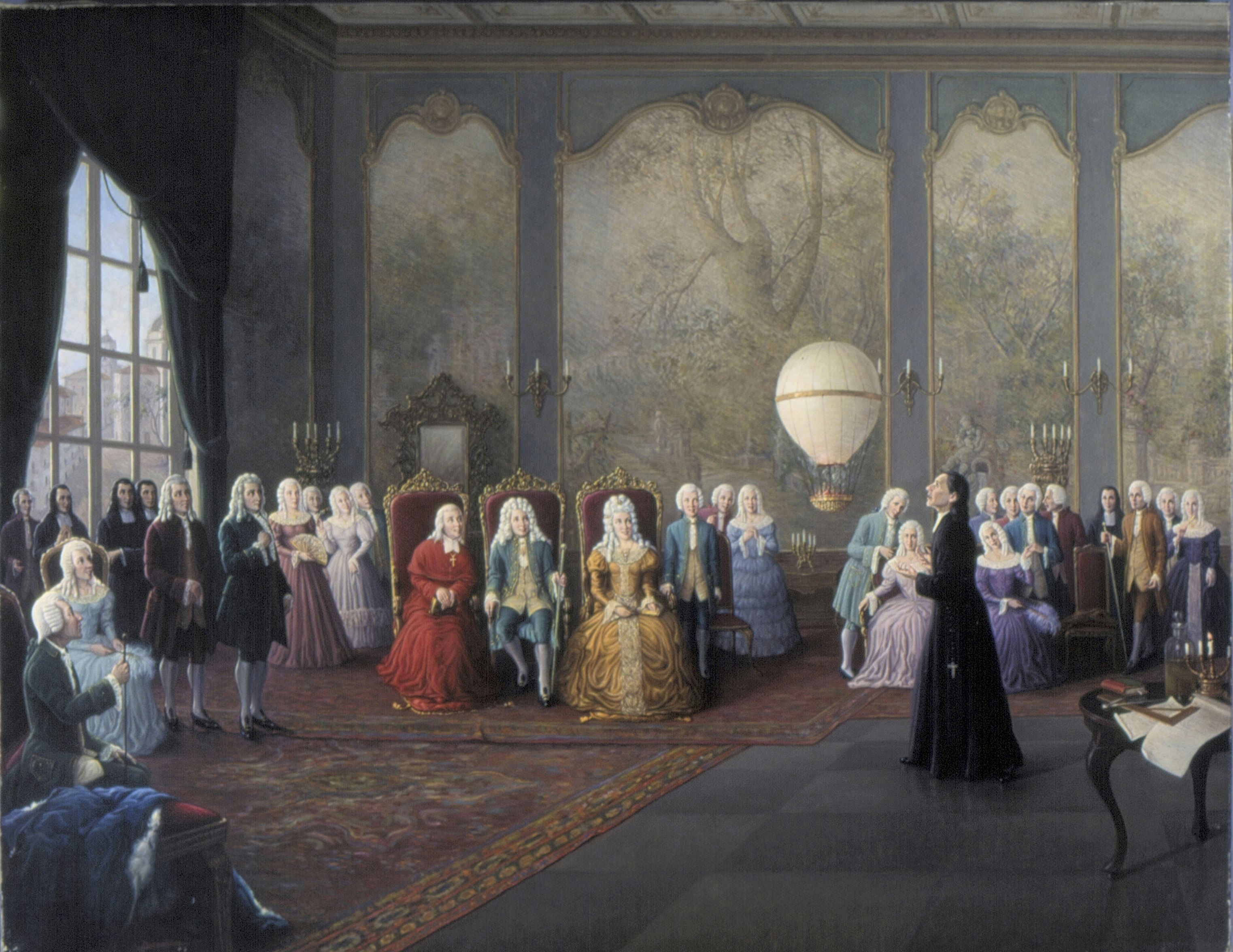
Bartolomeu de Gusmão presenta i suoi prototipi alla corte di Giovanni V del Portogallo.

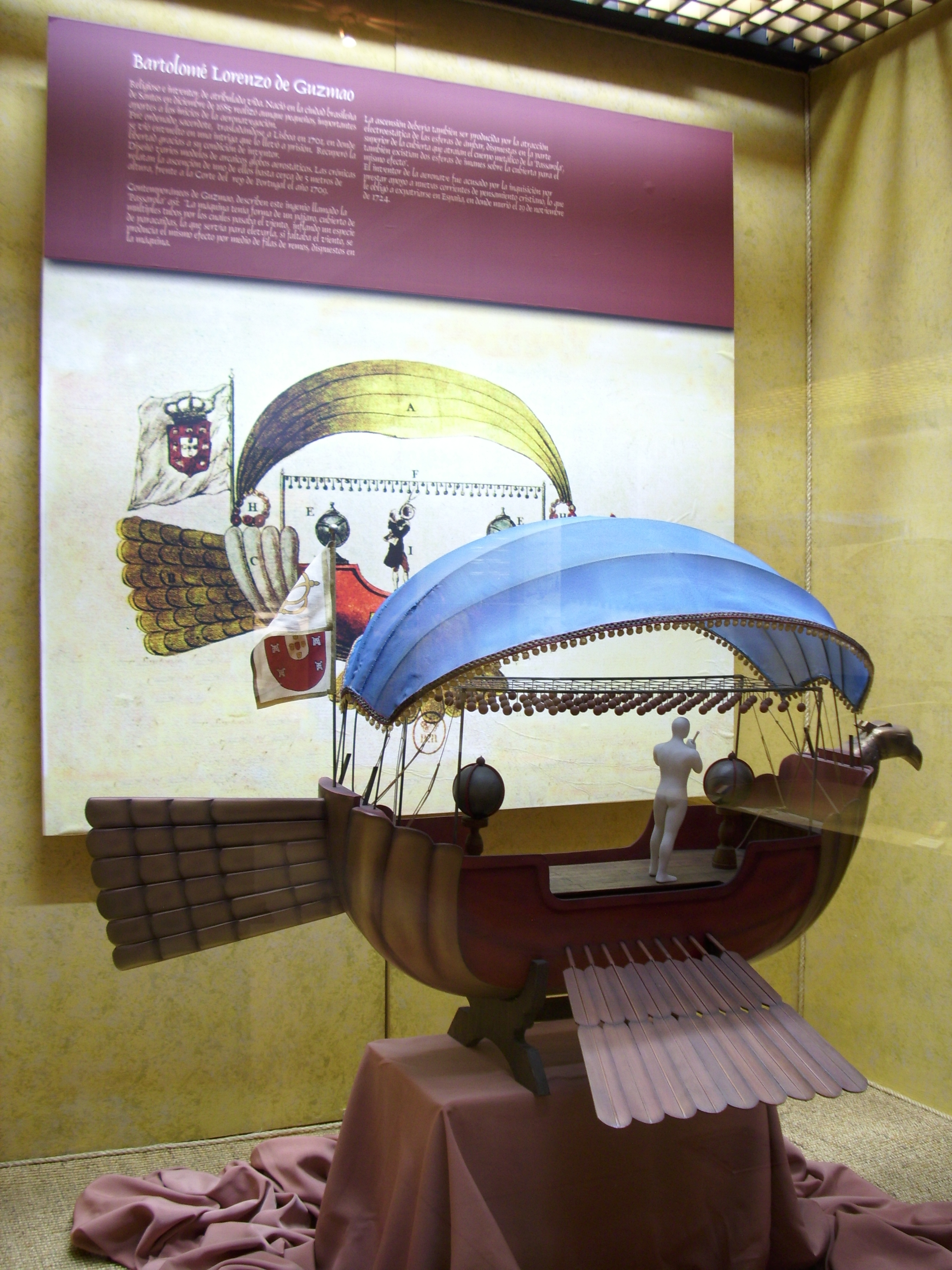
Modello della Passarola nel Museo Nazionale Aeronautico e dello Spazio di Santiago del Cile.

Bartolomeu de Gusmão era un gesuita originario Santos, nella colonia portoghese del Brasile che, dopo essersi iscritto all'Università di Coimbra nel 1715, cominciò a sviluppare due interessi che coltivava già da tempo, la matematica e la fisica.
In seguito ai suoi studi sugli aerostati, nel 1708, Bartolomeu de Gusmão presentò al re di Portogallo, Giovanni V, una petizione di privilegio per quello che chiamò il suo strumento per andare per aria. Il 19 aprile 1709, questo privilegio gli fu concesso. Inoltre, Giovanni V decise di finanziare il progetto di sviluppo e costruzione dell'apparecchio.
Alcuni mesi dopo, l'8 agosto 1709, di fronte a un importante pubblico presente nella Sala degli Ambasciatori della Casa da Índia che comprendeva il Re, la Regina, il Nunzio Apostolico (il cardinal Conti, più tardi papa Innocenzo XIII), e altri membri del Corpo diplomatico e della Corte portoghese, Bartolomeu de Gusmão fece volare un pallone riscaldato ad aria, che salì fino al tetto della sala e fu distrutto a bastonate per evitare incendi.
Quando l'invenzione del 1783 dei due fratelli Montgolfier fu resa celebre in Europa, i portoghesi tentarono di salvare l'invenzione di Bartolomeu de Gusmão, pubblicando un'immagine relativa all'epoca della sua dimostrazione alla corte portoghese. Ciò favorì la ripubblicazione dell'iconografia della passarola, nonostante quell'invenzione, per come era stata progettata, non poteva mantenersi in aria per il principio di Archimede.